# Christopher Merret

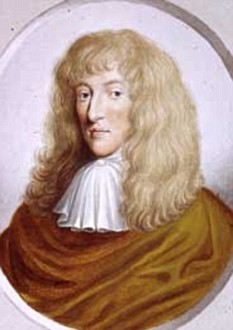
Christopher Merret, Gemälde von George Perfect Harding (1781–1853)

Christopher Merret (oder Merrett, * 16. Februar 1614 in Winchcombe, Gloucestershire; † 19. August 1695 in London) war ein englischer Arzt und Naturforscher.

## Leben und Wirken
Merret war der Sohn seines gleichnamigen Vaters. 1631 wurde er als Student der Gloucester Hall in Oxford zugelassen. Nach etwa zwei Jahren wechselte Merret an das Oriel College, wo er am 24. Januar 1634 als Baccalaureus Artium (B.A.) graduierte. Er wechselte zurück zur Gloucester Hall, um dort Medizin zu studieren. Am 30. Juni 1636 erwarb er dort den Grad eines Medicinae Baccalaureus (M.B.). Am 31. Januar 1643 wurde Merret schließlich zum Doctor Medicinae (D.M.) promoviert.
Etwa 1640 ließ er sich in London nieder. Merret heiratete Ann Jenour (oder Jenner), mit der er mindestens zwei Söhne hatte. 
Am 30. September 1648 wurde er Kandidat des Royal College of Physicians und am 16. Mai 1651 dessen „Fellow“. 1654 hielt Merret die  Goulston-Vorlesung. Mehrfach (1657, 1658, 1660, 1661, 1662, 1663 und 1670) wirkte er als Zensor des Colleges. Am 25. Juni 1681 wurde als Mitglied des Colleges ausgeschlossen.
Am 2. Februar 1654 wurde ein Neubau für die Bibliothek des Royal College of Physicians eröffnet. Auf Vorschlag von William Harvey wurde Merret zu dessen Kurator auf Lebenszeit ernannt. Damit verbunden war ein Stipendium von 20 Pfund im Jahr sowie mietfreie Unterkunft im Kolleghaus in Amen Corner.
Auf Anregung von Robert Boyle übersetzte er Antonio Neris Schrift L’arte vetraria (1612). Merret wiederholte dessen Experimente und fügte dem Werk eigene Beobachtungen hinzu, wodurch sich der Umfang des Werkes fast verdoppelte. Die Übersetzung wurde 1662 unter dem Titel The art of glass in London veröffentlicht. Die Übersetzung wurde ergänzt mit Robert Morays Experimenten an den Prince Ruperts Tropfen, über die dieser am 14. August 1661 vor der Royal Society berichtete.
Am 20. Mai 1663 wurde Merret Mitglied („Original Fellow“) der Royal Society. Am 22. Juli 1685 wurde er ausgeschlossen, da er seinen Mitgliedsbeitrag nicht zahlte.
Am 17. Dezember 1662 präsentierte er seine Beobachtungen über die Modifikation von Weine in der Royal Society. In diesem Werk beschreibt Merret eine Methode wie die Winzer durch Zugabe von entsprechenden Mengen an Zucker oder Melasse, die Weine erfrischend und prickelnd machen können (siehe auch Schaumweine).
Das 1666 veröffentlichte Pinax rerum naturalium Britannicarum gilt als eine erste Beschreibung der englischen Fauna, inklusive einer Beschreibungen von Fossilien und Mineralien.
Seine letzten Jahre verbrachte Merret in seinem Haus in Hatton Garden. Er wurde auf dem Friedhof von St Andrew in London bestattet.

## Schriften (Auswahl)
Bücher
- Catalogus librorum, instrumentorum chirurgicorum, rerum curiosarum, exoticarumque Coll. Med. Lond. Quae Habentur in Musaeo Harveano. London 1660.
- A collection of acts of Parliament, charters, trials at law, and judges opinion concerning those grants to the Colledge of Physicians London, taken from the originals, law-books, and annals, commanded by Sir Edward Alston Kt., president, and the elects and censors. London 1660 (Volltext, Digitalisat).
- The art of glass wherein are shown the wayes to make and colour glass, pastes, enamels, lakes, and other curiosities […]. London 1662 (Volltext, Digitalisat) – Übersetzung von Antonio Neris L’ Arte vetraria distinta in libri sette.
- Pinax rerum naturalium Britannicarum, continens vegetabilia, animalia et fossilia in hac insula reperta inchoatus. F. & T. Warren, London 1666 (Digitalisat).
  - Neuauflage, T. Roycroft, London 1667 (Digitalisat).
- A Short View of the Frauds, and Abuses Committed by Apothecaries. As Well in Relation to Patients, as Physicians, and of the Only Remedy Thereof by Physicians Making Their Own Medicines. James Allestry, London 1669 (Digitalisat).
  - 2. Auflage. James Allestry, London 1670 (Digitalisat).
- Some observations concerning the ordering of wines. In: Walter Charleton: Two discourses. London 1669, S. 201–230 (Volltext, Digitalisat).
- Self-conviction, or, An enumeration of the absurdities, railings against the college, and physicians in general (but more especially, the writers against the apothecaries), non-sence, irrational conclusions, falsities in matters of fact, and in quotations, concessions, &c. of a nameless person and also, an answer to the rest of Lex talionis. London 1670 (Volltext, Digitalisat).
- The accomplisht physician, the honest apothecary, and the skilful chyrurgeon detecting their necessary connexion and dependence on each other : withall a discovery of the frauds of the quacking empirick, the praescribing surgeon, and the practicing apothecary. London 1670 (Volltext, Digitalisat).

Zeitschriftenbeiträge
- Observations concerning the uniting of barks of trees cut, to the tree it self. In: Philosophical Transactions. Band 2, Nr. 25, 6. Mai 1667, S. 453–454 (doi:10.1098/rstl.1666.0014, JSTOR:101202).
- An experiment of making cherry-trees, that have withered fruit, to bear full and good fruit; and of recovering the almost withered fruit. In: Philosophical Transactions. Band 2, Nr. 25, 6. Mai 1667, S. 455 (doi:10.1098/rstl.1666.0015, JSTOR:101203).
- An experiment on Aloe Americana Serrati-folia weighed; seeming to import a circulation of the sappe in plants. In: Philosophical Transactions. Band 2, Nr. 25, 6. Mai 1667, S. 455–457 (doi:10.1098/rstl.1666.0015, JSTOR:101204).
- A description of several kinds of granaries, as those of London, of Dantzick, and in Muscovy. In: Philosophical Transactions. Band 2, Nr. 25, 6. Mai 1667, S. 453–454 (doi:10.1098/rstl.1666.0021, JSTOR:101209).
- A relation of the tinn-mines, and working of tinn in the county of Cornwal. In: Philosophical Transactions. Band 12, Nr. 138, 25. März 1678, S. 949–952 (doi:10.1098/rstl.1677.0039, JSTOR:101794)
- The art of refining. In: Philosophical Transactions. Band 12, Nr. 142, 28. Februar 1679, S. 1046–1052 (doi:10.1098/rstl.1677.0069, JSTOR:101824)